# Dimorphostylis gibbosa
Dimorphostylis gibbosa är en kräftdjursart som beskrevs av Hiroshi Harada 1960. Dimorphostylis gibbosa ingår i släktet Dimorphostylis och familjen Diastylidae. Inga underarter finns listade i Catalogue of Life.